# Modelo tipológico Holland
El Modelo Tipológico de Holland se corresponde a una de las teorías más sólidas en el ámbito de la Orientación profesional. Dentro de las Teorías de la Elección Vocacional se considera un modelo integral de orientación basado en las propuestas de Parsons F. y en el modelo de rasgos y factores. Fue desarrollado por el psicólogo estadounidense John L. Holland

## Propuestas
- La selección de una ocupación puede ser un reflejo de la personalidad de una persona.
- La elección de una profesión es una expresión de la personalidad.
- Los inventarios de intereses profesionales son inventarios de personalidad. (Ej: Inventario de Preferencias Vocacionales IPV).
- Los estereotipos profesionales poseen significados psicológicos y sociológicos confiables e importantes.
- Los individuos de determinada profesión poseen personalidades e historias de desarrollo personales similares.
- Si las personas de un grupo profesional poseen personalidades similares crearán ambientes interpersonales característicos.
- La congruencia entre la propia personalidad y un ambiente apropiado de trabajo (compuesto en gran parte por otras personas) es determinante de la satisfacción, la estabilidad y el logro vocacional.
- No existe hoy una teoría integradora sobre la vida vocacional.

Descripción de los tipos de personalidad y ambientes
A través de estudios longitudinales y transversales diferencia entre seis modelos de ambientes coincidentes con seis tipos de personalidad, conocidos según el acrónimo RIASEC:
1. Tipo Realista. Personas que se enfrentan a su ambiente de forma objetiva y concreta. Se inclinan a ocupaciones relacionadas con el manejo de instrumentos, máquinas, etc. Prefieren actividades que impliquen dinamismo, capacidad manual y motora.
2. Tipo Investigativo. Se enfrentan al ambiente mediante el uso de la inteligencia, resuelven los problemas a través de las ideas, lenguaje, los símbolos y evitan las situaciones que requieren poner en práctica actividades físicas, sociales y comerciales. Prefieren profesiones de tipo científico relacionadas con problemas teóricos.
3. Tipo Artístico. Emplean los sentimientos, intuición e imaginación. Evitan situaciones convencionales. Interesan por el contenido artístico. Dan poco valor a las profesiones de tipo económico o realista.
4. Tipo Social. Se enfrenta a su entorno a través de destrezas que favorecen la comunicación y el entendimiento con los otros, muestran sus deseos de prestar ayuda. Poseen habilidades sociales y necesitan interactuar. Tienen una autoimagen positiva y se consideran líderes.
5. Tipo Emprendedor. Actitud audaz, dominante, enérgica e impulsiva. Evita situaciones de tipo intelectual y estético. Le da gran valor a situaciones arriesgadas como pueden ser el liderazgo, los aspectos políticos y económicos.
6. Tipo Convencional. Escogen objetivos con aprobación social en lugar de los de tipo ético o estético. Prefieren actividades pasivas, ordenadas y muy organizadas. Prefieren tareas administrativas, de oficina y de asuntos económicos.

Conclusiones:
Existen otros tantos modelos de ambientes de características similares. Se presentan interactuando en una forma gráfica de hexágono, en la que cuanto más cerca se encuentren, son más afines entre ellos, esto lo denomina consistencia.
Algunas personas y algunos ambientes se encuentran muy próximos a un tipo, mientras que otras personas y otros ambientes pueden definirse por más de un tipo, por lo que pueden considerarse una mezcla. Esto lo denomina diferenciación.
Puede definirse congruencia, cuando el perfil de una persona se encuentra más cercano al perfil de un ambiente, esto produce un mejor ajuste y bienestar.

### Críticas
- Principalmente desde los defensores de las etapas del desarrollo de la carrera, ya que consideran que es una concepción estática y no procesual.
- Igualmente se le acusa de una tendencia sexista (estimula a las mujeres a elegir ocupaciones distintas a los hombres y las desanima a elegir carreras cualificadas).
- No explica el modo como se desarrolla la personalidad y restringe el papel del orientador a una función principalmente informativa.